# Meekiaria
Meekiaria és un gènere monotípic d'arnes de la família Crambidae descrit per Eugene G. Munroe el 1974. Conté només una espècie, Meekiaria lignea, descrita pel mateix autor el mateix any, que es troba a Nova Guinea.